# Ropa vieja
La ropa vieja, carn desmechada, carn esmicolada o carn mechada és una preparació a base de carn esfilegada, específicament de la faldilla de la vaca, consumida a Xile, Colòmbia, Costa Rica, Cuba, Canàries, Hondures, Mèxic, Puerto Rico, Panamà i Veneçuela.

## Variants

### Amèrica
A Colòmbia es coneix com a carn desmechada o esmechá (costa del Carib), a Veneçuela es coneix com a carn esmechada, a Costa Rica i Xile com a carn mechada o estofat, a Panamà i Cuba com a ropa vieja.

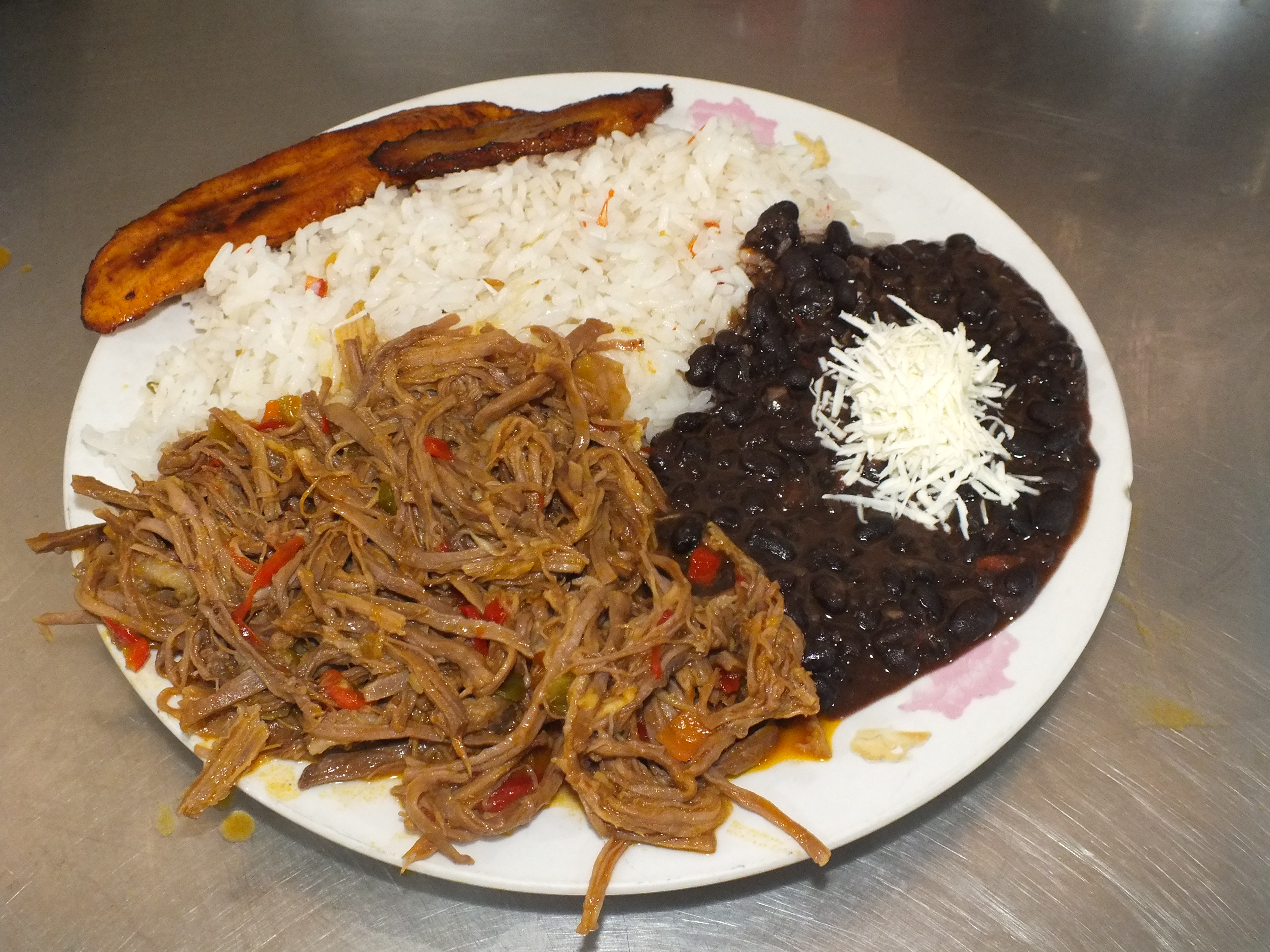
Plat de "Pabellón criollo".

Es prepara amb un tall de la vaca conegut com a faldilla, encara que també es pot usar espaldilla i sobrebarriga. Per donar-li sabor i segons el país, la carn es cuina amb herbes aromàtiques (llorer, coriandre, farigola, clau d'olor), verdures i condiments. Després de la cocció, la carn es desfila i posteriorment es cuina en el brou producte de la cocció amb un sofregit que pot incloure ceba, ají dolça, all, tomàquet, entre altres verdures. A Veneçuela i Colòmbia, al final es pot barrejar amb ou, resultant una espècie de carn amb ous regirats. Usualment se serveix amb arròs blanc, fríjoles i rodanxes de plàtan fregides o amanida. També s'usa com a farciment d'arepas.
A Veneçuela, la carn mechada és acompanyament indispensable del pabellón criollo. A Xile s'acompanya de pastes, arròs i s'usa també per sandvitxos. A Colòmbia i Veneçuela s'usa com a farciment d'arepas, combinació que a Veneçuela es coneix com a "arepa pelúa" quan és acompanyada de formatge gouda ratllat. A Panamà i Costa Rica la ropa vieja s'acompanya normalment amb arròs blanc i amanida de llegums.
A la regió andina del nord-oest argentí, a l'Argentina, la carn de llom és adobada amb vi, ají, all, i sal, i després cuinada a la cassola amb cebes i vi.

### Espanya
A la cuina espanyola pot dir-se que el seu ús té un origen en la gastronomia sefardí medieval. A la badia de Cadis, i part de la província de Huelva, aquest plat sol ser un derivat d'un altre principal; el puchero. La carn de l'olla s'esfilega i es cuina amb les patates cuites, els cigrons de la mateixa olla i panses o patates fregides. A Castella, la ropa vieja és un plat derivat del bullit. S'obté, després de retirar el brou, fregint els cigrons i part dels ingredients secundaris (carns i verdures) juntament amb ou.

### Canàries
A Canàries, la ropavieja ha passat de ser un plat que encara que derivi de les restes de l'olla, ha adquirit caràcter propi i es cuina fins i tot directament, sense haver preparat un bullit prèviament. A la carn i els cigrons, se li solen afegir altres ingredients i espècies com patates fregides en daus, pebrot vermell, all, ceba, llorer, farigola i clau d'olor.

## Altres noms
- Patas de grillo o pat'e grillo, típica de l'Estat Lara, Veneçuela. Es prepara amb carn de bestiar caprí (chivo). La carn es cuina fins a assecar totalment. Al desdejuni s'acompanya amb arepas, caraotas refritas, sèrum i formatge de cabra fresc. Per esmorzar s'acompanya amb arròs, frijoles (caraotas) i rodanxes de plàtan donant com a resultat l'anomenat pavelló larense i també és part dels contorns que acompanyen les tostadas caroreñas.
- Carn ripiá (ripiada) a la Costa Atlàntica de Colòmbia.